# 메스티스
메스티스(핀란드어: Mestis)는 핀란드의 2부 남자 아이스하키 리그다.  리그는 I-divisioona를 대체하기 위해 2000년 핀란드 아이스하키 협회가 설립하였다.
메스티스 팀이 예선 시리즈에서 SM 리가 팀을 이기고 SM 리가가 정한 모든 기준을 충족하면 SM 리가로 승격이 가능하다. 하지만 메스티스는 3부 리그인 수오미사르야와 함께 강등과 승격이 가능하다.